# Burgruine Silberberg
Die Burgruine Silberberg steht auf einer felsigen, bewaldeten Bergkuppe drei Kilometer nördlich von Sankt Martin am Silberberg, einer Ortschaft der Gemeinde Hüttenberg (Kärnten). Die Reste der Burganlage stehen unter Denkmalschutz.

## Geschichte
Die Höhenburg stand in einem Gebiet, in dem urgeschichtliche und römerzeitliche Funde gemacht wurden, und in dem man schon früh nach Silber und Eisenerz geschürft hatte. Sie entstand aus einer nach Norden gerichteten Tal-Sperre. 
Im Jahr 1214 wurden die Brüder Leonhard, Hermann und Heinrich von Silberberg urkundlich erwähnt. Das Geschlecht, das sich von den Karlsbergern ableitete, war bis zu seinem Aussterben im Jahr 1756 im Besitz der Anlage. 1280 war Heinrich von Silberberg, Vogt des Klosters Göss in der Steiermark, in eine Fehde mit dem Kloster verwickelt. Er wurde von der Gösser Äbtissin beim Kärntner Herzog wegen Raubes verklagt und neben der Wiedergutmachung des Schadens zur Abgabe der Vogteirechte verurteilt. Kurz darauf kam es zu einer zweiten Fehde des in Diensten des Kärntner Herzogs stehenden Heinrich mit dem Salzburger Erzstift, bei der es um einen Streit um salzburgische Güter im Lungau ging. 1309 belehnte Herzog Otto von Kärnten den Ulrich von Silberberg mit Burg Reinegg bei Brückl. 
Später standen die Silberberger auch in Diensten des Erzstift Salzburg. Jörg der Silberberger war salzburgischer Pfleger in Althofen und Reinprecht der Silberberger salzburgischer Hauptmann in Friesach. Mitte des 16. Jahrhunderts wurden die Silberberger protestantisch und profanierten die dem heiligen Pankratius geweihte Burgkapelle. Als die Familie 1756 ausstarb, wurde die mittlerweile zum Schloss ausgebaute Burg von dem Eisengewerken Pfeilheim übernommen, jedoch bald dem Verfall preisgegeben. 
1928 gelangte die Anlage in den Besitz von Johann Nepomuk Dickmann, später gehörte sie der Familie Knappitsch.

## Baubeschreibung
Die Ruine befindet sich nördlich von Hüttenberg unweit der steirischen Grenze auf halber Hanghöhe in etwa 1138 m Seehöhe. Die ausgedehnte, vielgliedrige Anlage wurde im 16. Jahrhundert über den Resten der mittelalterlichen Burg errichtet. Valvasor stellte 1688 noch ein intaktes Schloss mit romanischem Bergfried, zwei schräg zueinander angeordnete Wohnbauten sowie eine davon abgesetzte Toranlage dar. Vom aufgehenden Mauerwerk der Anlage, die sich seit Mitte des 18. Jahrhunderts im Verfall befindet, sind nur mehr wenige Reste aus romanischer und gotischer Zeit erhalten und weisen starken Bewuchs auf.